# Phragmidium rosae-pimpinellifoliae
Phragmidium rosae-pimpinellifoliae är en svampart som beskrevs av Dietel 1905. Phragmidium rosae-pimpinellifoliae ingår i släktet Phragmidium och familjen Phragmidiaceae.   Inga underarter finns listade i Catalogue of Life.